# Elected
Elected è il primo EP del gruppo musicale Ayreon, guidato dal musicista olandese Arjen Anthony Lucassen. L'EP è stato pubblicato il 25 aprile 2008 in Germania, Austria e Svizzera ed il 28 aprile seguente nel resto d'Europa. 

## Tracce
1. Elected (Alice Cooper cover) - 3:37
2. E=MC² (Live acoustic radio version) - 3:32
3. Ride the Comet - 3:32
4. Day Six: Childhood (Piano version) - 3:04

## Formazione
- Arjen Anthony Lucassen – chitarra elettrica, chitarra acustica, basso, tastiera
- Ed Warby – batteria
- Tobias Sammet – voce (traccia 1)
- Marjan Welman – voce (2, 4)
- Floor Jansen – voce (3)
- Tom Englund – voce (3)
- Jonas Renkse – voce (3)
- Bob Catley – voce (3)
- Magali Luyten – voce (3)
- Joost van den Broek – piano (4)